# Domenico Modugno

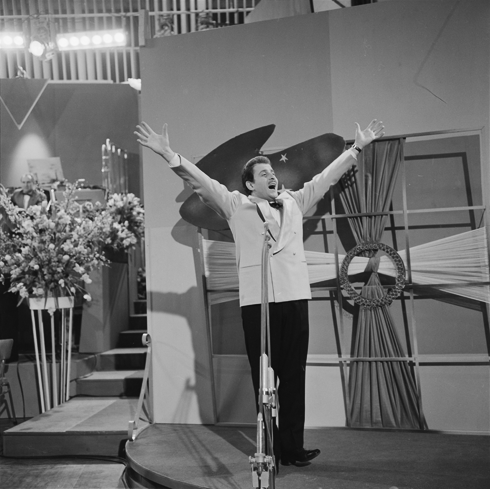
Domenico Modugno i Eurovision Song Contest 1958.

Domenico Modugno, född 9 januari 1928 i Polignano a Mare i Apulien, död 6 augusti 1994 på Lampedusa söder om Sicilien, var en italiensk sångare och skådespelare.
Redan från mycket tidig ålder ville Modugno bli skådespelare. Efter avslutad militärtjänst började han på en skådespelarskola och fick sedan ett fåtal roller i olika filmer. Han fick en flygande start på sin sångarkarriär när han 1955 medverkande i filmen Il Mantello Rosso.

## San Remo och Eurovision
Modugno vann San Remo-festivalen 1958, 1959, 1962 och 1966, vilket är rekord. Han representerade Italien i Eurovision Song Contest 1958, 1959 och 1966 med segrarmelodierna från San Remo.
Segermelodin i San Remo 1958, Nel blu dipinto di blu (ungefärlig översättning: I det blå, målad i blått), mer känd som Volare, kom trea i Eurovision Song Contest 1958 men blev en världshit. Bland annat blev den etta på Billboardlistan i USA, den hittills enda skiva med sång helt på italienska som lyckats med det. Även Piove, mer känd som Ciao, ciao bambina, som kom sexa i Eurovision Song Contest 1959, blev mycket populär världen över. I Sverige gjorde Lars Lönndahl de bäst säljande versionerna av Nel blu dipinto di blu och Piove.
Volare blev mycket populär i USA. Den fick en Grammy som 1959 års bästa populärmelodi. Sången handlar om frihet, som symboliseras av en man målad i blått som flyger i skyn. Temat var mycket passande för tiden, eftersom Italiens ekonomi pekade uppåt. 
År 1960 blev han anklagad för att ha plagierat en operakompositörs sång, men han förklarades oskyldig.

## Död
Modugno avled i hjärtinfarkt i sitt hem på Isola dei Conigli, en liten ö strax söder om Lampedusa.

## Eftermäle
Asteroiden 6598 Modugno är uppkallad efter Domenico Modugno.